# Menico
Menico (em grego medieval: Μηνικός; romaniz.: Menikós) ou Minico (em grego medieval: Μινικός; romaniz.: Minikós) foi um oficial búlgaro do século X, ativo durante o reinado do cã Simeão I (r. 893–927). Às veze pensa-se que pode ser associado ao oficial Hemneco que é citado em 924 ou mesmo com Caucano, que é mencionado junto com ele.

## Vida
Quando Menico é citado nas fontes, seu título não é registrado, tendo possivelmente ocupado a posição de caucano; João Escilitzes descreve-o como "mestre dos cavalos" (τῶν ἱπποκόμων ὁ πρῶτος). Aparece em 922, quando comandou um exército com Caucano enviado por Simeão contra Constantinopla. Quando esse exército chegou em Manglaba, nas cercanias da capital, o imperador Romano I Lecapeno (r. 920–944), que temia que os palácios imperiais em Pegas e no Bósforo fossem devastados, reuniu um exército sob João, o Reitor, Aleixo Mosele, Potos e Leão Argiro. Na quinta semana de Quaresma (primeira semana de abril), os búlgaros derrotaram esse exército, matando alguns oficiais bizantino e incendiando os palácios. É possível que Menico estivesse entre os dignitários búlgaros que viajaram a Constantinopla em 927 para concluir a paz e no casamento do czar Pedro I (r. 927–969) e a princesa bizantina Irene Lecapena.